# Premiile UZPR
Premiile UZPR sunt premii jurnalistice, publicistice, ziaristice, editoriale și literare acordate anual de Uniunea Ziariștilor Profesioniști din România.

## Laureați de-a lungul timpului
Maria Țoghină, Laurențiu Sfinteș, Verginia Vedinaș, Valentin Țigău, Eugen Tănăsescu, Dan Constantin, Sergiu Cioiu, Cornel Sorescu, Șerban Cionoff, Theodor Damian, Roxana Istudor, Victor Roncea, Claudiu Dumitrache, Nicolae Băciuț, Nicolae Grigorie-Lăcrița, Veronica Balaj, Mircea Chelaru, Daniela Gumann, TVR, TVR Moldova, Societatea Română de Radiodifuziune etc.